# Clarlemde
Clarlemde és un municipi francès situat al departament del Puèi Domat i a la regió d'Alvèrnia-Roine-Alps. L'any 2007 tenia 343 habitants.

## Demografia

### Població
El 2007 la població de fet de Clarlemde era de 343 persones. Hi havia 133 famílies de les quals 40 eren unipersonals (20 homes vivint sols i 20 dones vivint soles), 28 parelles sense fills, 61 parelles amb fills i 4 famílies monoparentals amb fills.
La població ha evolucionat segons el següent gràfic:
Habitants censats

### Habitatges
El 2007 hi havia 156 habitatges, 137 eren l'habitatge principal de la família, 14 eren segones residències i 4 estaven desocupats. 151 eren cases i 5 eren apartaments. Dels 137 habitatges principals, 116 estaven ocupats pels seus propietaris, 15 estaven llogats i ocupats pels llogaters i 6 estaven cedits a títol gratuït; 5 tenien dues cambres, 13 en tenien tres, 37 en tenien quatre i 82 en tenien cinc o més. 119 habitatges disposaven pel capbaix d'una plaça de pàrquing. A 44 habitatges hi havia un automòbil i a 85 n'hi havia dos o més.

### Piràmide de població
La piràmide de població per edats i sexe el 2009 era:
| Homes | Edats   | Dones |
| ----- | ------- | ----- |
| 0     | 95 o +  | 0     |
| 0     | 90 a 94 | 0     |
| 0     | 85 a 89 | 0     |
| 4     | 80 a 84 | 0     |
| 4     | 75 a 79 | 12    |
| 4     | 70 a 74 | 0     |
| 8     | 65 a 69 | 16    |
| 4     | 60 a 64 | 0     |
| 0     | 55 a 59 | 0     |
| 16    | 50 a 54 | 0     |
| 16    | 45 a 49 | 20    |
| 20    | 40 a 44 | 12    |
| 12    | 35 a 39 | 20    |
| 8     | 30 a 34 | 16    |
| 12    | 25 a 29 | 8     |
| 12    | 20 a 24 | 4     |
| 8     | 15 a 19 | 8     |
| 20    | 10 a 14 | 16    |
| 8     | 5 a 9   | 12    |
| 8     | 0 a 4   | 8     |

## Economia
El 2007 la població en edat de treballar era de 229 persones, 180 eren actives i 49 eren inactives. De les 180 persones actives 168 estaven ocupades (96 homes i 72 dones) i 12 estaven aturades (3 homes i 9 dones). De les 49 persones inactives 16 estaven jubilades, 17 estaven estudiant i 16 estaven classificades com a «altres inactius».

### Ingressos
El 2009 a Clarlemde hi havia 148 unitats fiscals que integraven 394 persones, la mediana anual d'ingressos fiscals per persona era de 19.684,5 €.

### Activitats econòmiques
Dels 7 establiments que hi havia el 2007, 1 era d'una empresa de fabricació d'altres productes industrials, 3 d'empreses de comerç i reparació d'automòbils, 1 d'una empresa de transport, 1 d'una empresa d'hostatgeria i restauració i 1 d'una empresa classificada com a «altres activitats de serveis».
L'any 2000 a Clerlande hi havia 24 explotacions agrícoles que ocupaven un total de 836 hectàrees.

## Equipaments sanitaris i escolars
El 2009 hi havia una escola elemental integrada dins d'un grup escolar amb les comunes properes formant una escola dispersa.

## Poblacions més properes
El següent diagrama mostra les poblacions més properes.